# Heliciopsis
Heliciopsis Sleumer – rodzaj roślin z rodziny srebrnikowatych (Proteaceae). Obejmuje 14 gatunków występujących naturalnie w południowo-wschodniej Azji.

## Systematyka
Pozycja i podział rodziny według Angiosperm Phylogeny Website (aktualizowany system APG IV z 2016)
Rodzaj z rodziny srebrnikowatych stanowiącej grupę siostrzaną dla platanowatych, wraz z którymi wchodzą w skład rzędu srebrnikowców, stanowiącego jedną ze starszych linii rozwojowych dwuliściennych właściwych.
Wykaz gatunków
- Heliciopsis artocarpoides (Elmer) Sleumer
- Heliciopsis cockburnii Kochummen
- Heliciopsis henryi (Diels) W.T.Wang
- Heliciopsis incisa (Koord. & Valeton) Sleumer
- Heliciopsis lanceolata (Koord. & Valeton) Sleumer
- Heliciopsis litseifolia R.C.K.Chung
- Heliciopsis lobata (Merr.) Sleumer
- Heliciopsis mahmudii (P.Chai) R.C.K.Chung
- Heliciopsis montana Symington ex Kochummen
- Heliciopsis percoriacea R.C.K.Chung
- Heliciopsis rufidula Sleumer
- Heliciopsis terminalis (Kurz) Sleumer
- Heliciopsis velutina (Prain) Sleumer
- Heliciopsis whitmorei Kochummen